# Випадок на греблі
«Випадок на греблі» (груз. «განაჩენი» дослівно: «Вирок») — радянський художній фільм-драма 1959 року, знятий на кіностудії «Грузія-фільм».

## Сюжет
Інженера Джапарідзе, який заради прискорення темпів будівництва порушив норми безпеки й спричинив катастрофу, заарештовують і присуджують тривалий строк покарання. У колонії Джапарідзе призначають начальником будівельної бригади. Інженер дав роботу багатьом молодим ув'язненим і врятував їх від згубного впливу рецидивістів. Повернувшись додому, Джапарідзе дізнається, що під час відбування покарання його дружина померла від важкої хвороби, а дітей узяв на виховання прокурор, який посадив Джапарідзе в тюрму.

## У ролях
- Георгій Шавгулідзе — Мераб Джапарідзе, головний інженер
- Дудухана Церодзе — Тамара
- Дато Данелія — головна роль
- Лія Еліава — Нана
- Імеда Кахіані — Зураб Сванидзе, інженер
- Вахтанг Нінуа — Ахмахі, «здоровило»
- Григорій Ткабладзе — прокурор
- Данило Славін — полковник
- Мері Канделакі — епізод
- Картлос Касрадзе — Дато
- Ножері Чонішвілі — епізод
- Абессалом Лорія — епізод
- Олександр Гомелаурі — епізод
- Іраклій Ніжарадзе — епізод
- Нодар Піранішвілі — епізод
- Іраклій Учанейшвілі — епізод

## Знімальна група
- Режисер — Леван Хотіварі
- Сценаристи — Леван Хотіварі, Гіга Лордкіпанідзе
- Оператор — Лев Сухов
- Композитор — Бідзіна Квернадзе
- Художник — Дмитро Такайшвілі